# Leaky-Bucket-Algorithmus
Der Leaky-Bucket-Algorithmus ist ein einfaches Verfahren zum Traffic-Shaping. Es wird damit die Menge der übertragenen Daten geregelt. Dabei wird die maximale Datenrate begrenzt. Ein ähnlicher Algorithmus ist der Token-Bucket-Algorithmus.

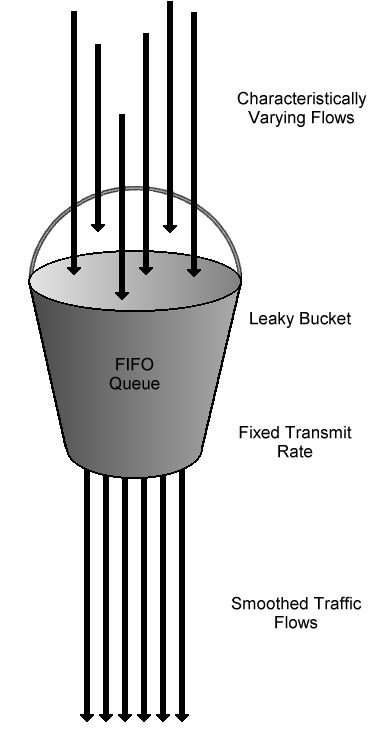
Leaky-Bucket-Algorithmus

Alle Pakete werden in eine FIFO-Schlange einsortiert. Diese Schlange ist durch zwei Eigenschaften gekennzeichnet.
1. Die Kapazität β beschreibt die maximale Aufnahmefähigkeit der Schlange. Falls die Schlange voll ist, werden alle folgenden Pakete verworfen.
2. Die Ausgaberate ρ beschreibt, wie viel Pakete oder Bytes pro Sekunde die Schlange verlassen (Daher auch der Name: Die Pakete tropfen aus der Schlange wie durch ein Loch in einem Eimer).

Der Leaky-Bucket-Algorithmus wird bei Asynchronous Transfer Mode (ATM) verwendet und wird dort auch Generic Cell Rate Algorithm (GCRA) genannt.